# Tadeu Jones 2: El secret del rei Mides
Tadeu Jones 2: El secret del rei Mides (títol original: Tadeo Jones 2: El secreto del rey Midas) és una pel·lícula espanyola d'animació i d'aventures dirigida per Enrique Gato i produïda per Ikiru Films, Telecinco Cinema, El Toro Pictures, Lightbox Entertainment i Telefónica Studios. És una seqüela de Les aventures de Tadeu Jones. Es va estrenar el 25 d'agost del 2017, doblada al català. Va guanyar el Gaudí i el Goya a la millor pel·lícula d'animació.

## Argument
Tadeu Jones viatja fins a Las Vegas per assistir a l'últim descobriment de la seva amiga Sara Lavroff: un papir que demostra l'existència del rei Mides, que convertia en or tot allò que tocava gràcies al poder d'un collar màgic. El malvat Jack Rackham roba el papir i segresta la Sara per obligar-la a trobar el collar. En Tadeu, al costat dels seus amics la Mòmia, Belzoni i el seu gos Jeff, es posa en marxa per rescatar-la.